# Sakuntala (Claudel)
Sakuntala, también conocida como Sakountala o Çacountala, es una escultura de la artista francesa Camille Claudel, realizada en varias versiones y en diferentes medios a partir de 1886, con una versión de mármol completada en 1905, y fundiciones de bronce realizadas a partir de 1905. La escultura representa a una pareja joven, con un hombre arrodillado abrazando a una mujer inclinada hacia él. Recibe su nombre de la obra Shakuntala del poeta indio Kālidāsa de los siglos IV-V, y está inspirada en el momento en que la protagonista, Shakuntala, se reencuentra con su marido Dushyanta después de una larga separación.
Un estudio de terracota de alrededor de 1886 se conserva en el Museo de Orsay en París, y una versión de yeso terminada en 1888 se conserva en el Museo Bertrand en Châteauroux, una versión de mármol terminada en 1905 y rebautizada como Vertumnus et Pomona se conserva en el Museo Rodin de París, y varios bronces de 1905 fueron fundidos para Eugène Blot, titulados L'Abandon ("El abandono"). L'Abandon ha sido descrita como "una de las obras maestras más famosas y reconocidas creadas por Camille Claudel".

## Antecedentes
Camille Claudel llegó a París en 1882 para estudiar escultura. Se convirtió en alumna de Auguste Rodin en 1884 y luego en su compañera y amante. Rodin se negó a casarse con ella, reacio a poner fin a su relación de largo plazo con Rose Beuret, madre de su hijo y más tarde su esposa. Este triángulo amoroso y un aborto en 1892 provocaron la separación de Claudel y Rodin, pero mantuvieron una relación razonable hasta 1898, cuando ella se mudó y abrió su propio estudio.

## Descripción
Claudel comenzó la obra hacia 1886, con dos diseños en terracota y un tercero (ahora perdido), probablemente en arcilla o yeso. Estos estudios de terracota se vendieron en 2017: uno de ellos fue comprado por el Museo de Orsay en 2017 por 467.800 €, y el segundo se vendió por 65.000 €.
Claudel esculpió a tamaño natural, los personajes de Shâkountalâ y del rey, según la obra de teatro india El reconocimiento de Shakuntala, inspirada en un drama hindú de Kâlidâsa (siglo V) .
Según este drama indio, el rey Dushyanta y Shâkuntalâ se enamoran. El rey le pide que se case con él, pero un hechizo le hace perder la memoria y ya no la reconoce. Camille Claudel eligió representar el momento en que cesa el encantamiento, el rey reconoce a Shâkountalâ y los dos amantes se reencuentran y se abrazan.
El rey está representado de rodillas, levantando la cabeza hacia Shâkuntalâ, el cuerpo estirado hacia ella y abrazándola por la cintura. Shâkuntalâ se inclina, se abandona a la ternura y apoya su cabeza en la del rey. Los dos personajes se sienten atraídos el uno hacia el otro, con una emoción intensa y profunda.
En relación con sus primeros trabajos en la pieza, el 8 de noviembre de 1889 Claudel escribió a su amiga Florence Jeans: "Ahora estoy trabajando en mis dos figuras de tamaño mayor que el natural y tengo dos modelos por día: una mujer por la mañana, un hombre por la tarde. Puedes entender lo cansada que estoy: trabajo regularmente 12 horas al día, desde las 7 de la mañana hasta las 7 de la tarde, y cuando llego a casa, me resulta imposible permanecer de pie y me voy directamente a la cama".

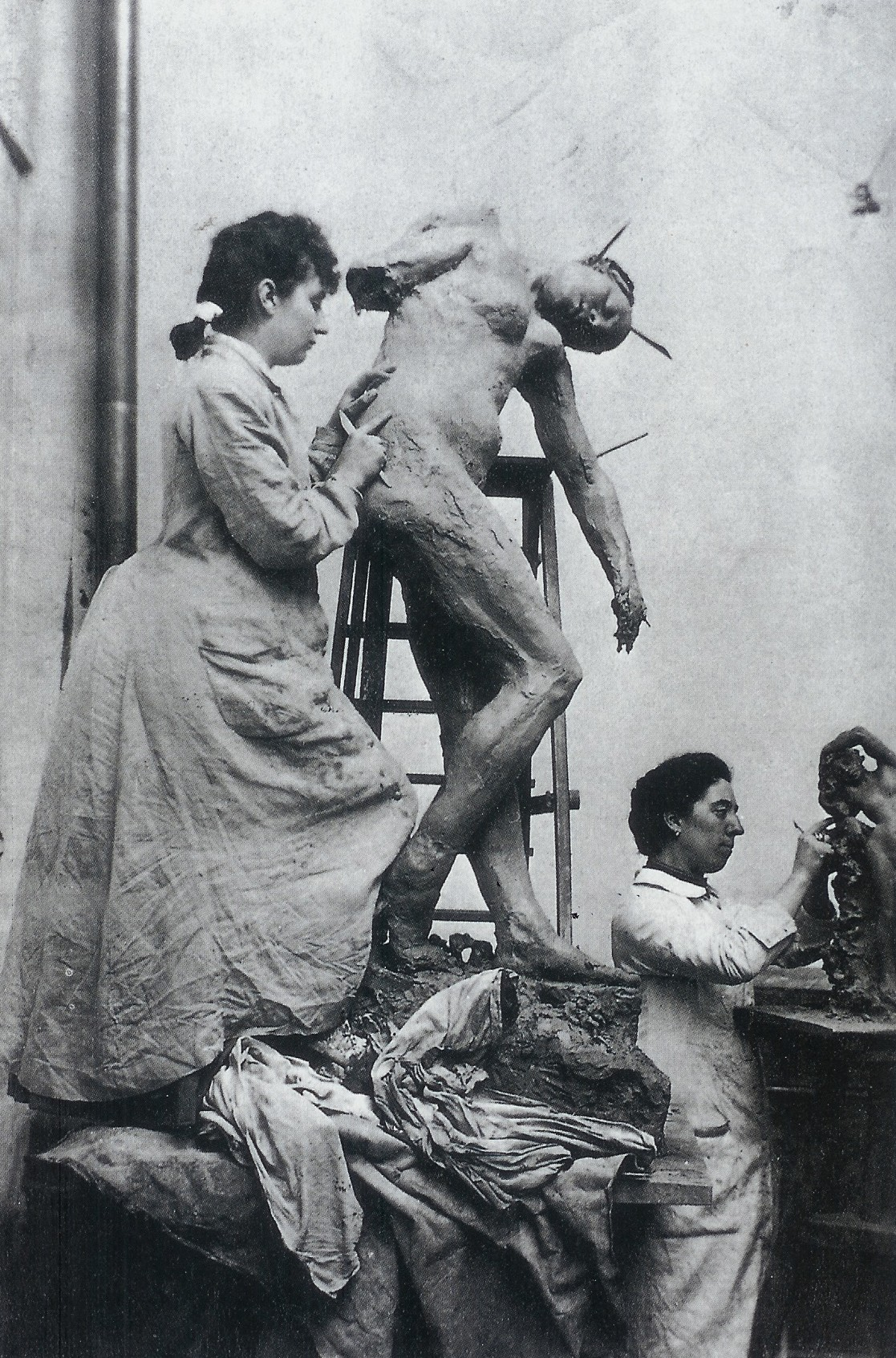
Claudel trabajando en la versión de yeso, en 1887

La escultura fue una de las primeras obras independientes importantes de Claude, también inaugura la propia estética de Camille Claudel, que se separa de su maestro para una expresión plástica particular, a la vez expansiva e íntima, que nunca abandonará durante el resto de su carrera artística. En 1888 completó una versión en yeso tde la escultura, lo que se convirtió en un hito importante en el reconocimiento de Claudel como artista talentosa por derecho propio. La gran obra medía 190 cm× 110 cm× 60 cm y fue un éxito de crítica cuando se exhibió en el Salón de París en 1888, ganando una mención honorífica, pero no recibió ningún encargo para crear una versión en bronce o mármol. Rodin, con la ayuda de Gustave Geffroy, solicitó al gobierno un encargo para realizar una versión en mármol de Sakuntala en 1895, pero esto no se materializó. Claudel donó la versión en yeso al Musée Bertrand en Châteauroux en 1895. 
Para el crítico e historiador del arte André Michel, esta obra evoca: "Un sentimiento profundo de ternura casta y apasionada, no sé qué estremecimiento y qué ardor contenido, qué aspiración y qué queja sofocada."
La escultura de yeso de Claudel puede haber sido influenciada por la escultura de Rodin de 1882 El beso (Le baiser) y su Eterna primavera (L'Éternel Printemps) de 1884, pero a su vez inspiró la escultura de Rodin de 1890-1893 El ídolo eterno (L'Eternelle idole), y hay más ecos en su obra L'homme et sa pensée de 1889. A su hermano Paul le molestaba especialmente cualquier comparación con El Beso, ya que consideraba que Sakuntala era muy superior.
En una biografía de Rodin de 1988, el hermano de Claudel, Paul Claudel, dijo: "En el grupo de mi hermana, el espíritu es la esencia: el hombre de rodillas, es puro deseo, su rostro levantado, anhelante, abrazando aquello que no se atreve a asir, ese ser maravilloso, esa carne sagrada que, en algún nivel superior, le ha sido otorgada. Ella se rinde, ciega, muda, agobiada, sucumbiendo a la gravedad que es el amor; uno de sus brazos cuelga como una rama rota por su fruto, el otro cubre sus pechos y protege este corazón, el santuario supremo de la virginidad. Es imposible imaginar algo más ardiente y al mismo tiempo más casto".
En 1895, Camille Claudel donó su grupo de yeso al Museo Bertrand de Chateauroux. La polémica en la prensa local suscitada por la exposición de la obra permite apreciar mejor los obstáculos de todo tipo que Camille tuvo que superar para afirmarse en el mundo de su tiempo. Abandonada en reservas húmedas, esta obra fue encontrada en 1975 por Jacques Cassar, quien tomó medidas para salvarla. Desde entonces ha sido restaurado y se exhibe desde 1995 en el Museo Bertrand.
Años más tarde, Claudel recibió el encargo de crear una versión más pequeña de la escultura en mármol por parte de la condesa de Maigret, esposa de Christian de Maigret, cuyo busto Claudel había realizado en 1899. La escultura en mármol blanco sobre base de mármol rojo, se completó en 1905 y mide 91 cm× 80.6 cm× 41.8 cm. Se tituló Vertumnus y Pomona, en referencia a los personajes de la mitología griega, Pomona y Vertumnus, cuya historia se relata en Las Metamorfosis de Ovidio. En 1952, Paul Claudel la donó al Museo Rodin.
Estas obras son también un ciclo autobiográfico basado en referencias literarias, mitológicas o simbólicas, que continuará luego desde la figura femenina de Sakuntala hasta hacer su Niobide.
También en 1905 se fundieron versiones en bronce para Eugène Blot, con un molde expuesto en el Salón de otoño de 1905 titulado L'Abandon. Blot exhibió un molde en diciembre de 1905 junto a otras obras de Claudel que Blot había fundido en bronce, incluyendo su Súplica en dos tamaños, Perseo y la Gorgona, Sueño junto al fuego, La fortuna, La intimidad, La anciana, La sirena, El vals y Las habladurías. Blot pretendía realizar y vender decenas de ejemplares, con una edición prevista de 25 ejemplares grandes (de los que hasta 1937 sólo se realizaron 18 ejemplares numerados) y 50 ejemplares pequeños (de los que se conocen 14). Posteriormente se realizaron más moldes en las fundiciones Valduani y Delval.
Son observables varias diferencias entre el yeso y las creaciones en bronce. Las posiciones de los personajes son menos dramáticas y la terraza muestra una decoración vegetal.
Una de las piezas de bronce (n.° 8) de 62 cm fue adquirida en 1907 por el Estado francés, quien la asignó al Museo de Bellas Artes de Cambrai. Uno de los grandes moldes de bronce (#2) se vendió en Christie's en 2013 por £1.071.650, y otro (#15) se puso a la venta en Sotheby's en 2014. Un tercer gran bronce de L'Abandon de la colección privada de la hermana de Camille, Louise Claudel, se vendió por 1.187.000 € en Artcurial en París en 2017, en la misma venta que los dos estudios de terracota de c.1886. Una de las piezas más pequeñas de 42 cm fue adquirida por el Museo Camille Claudel en 2008.

Obras de Claudel
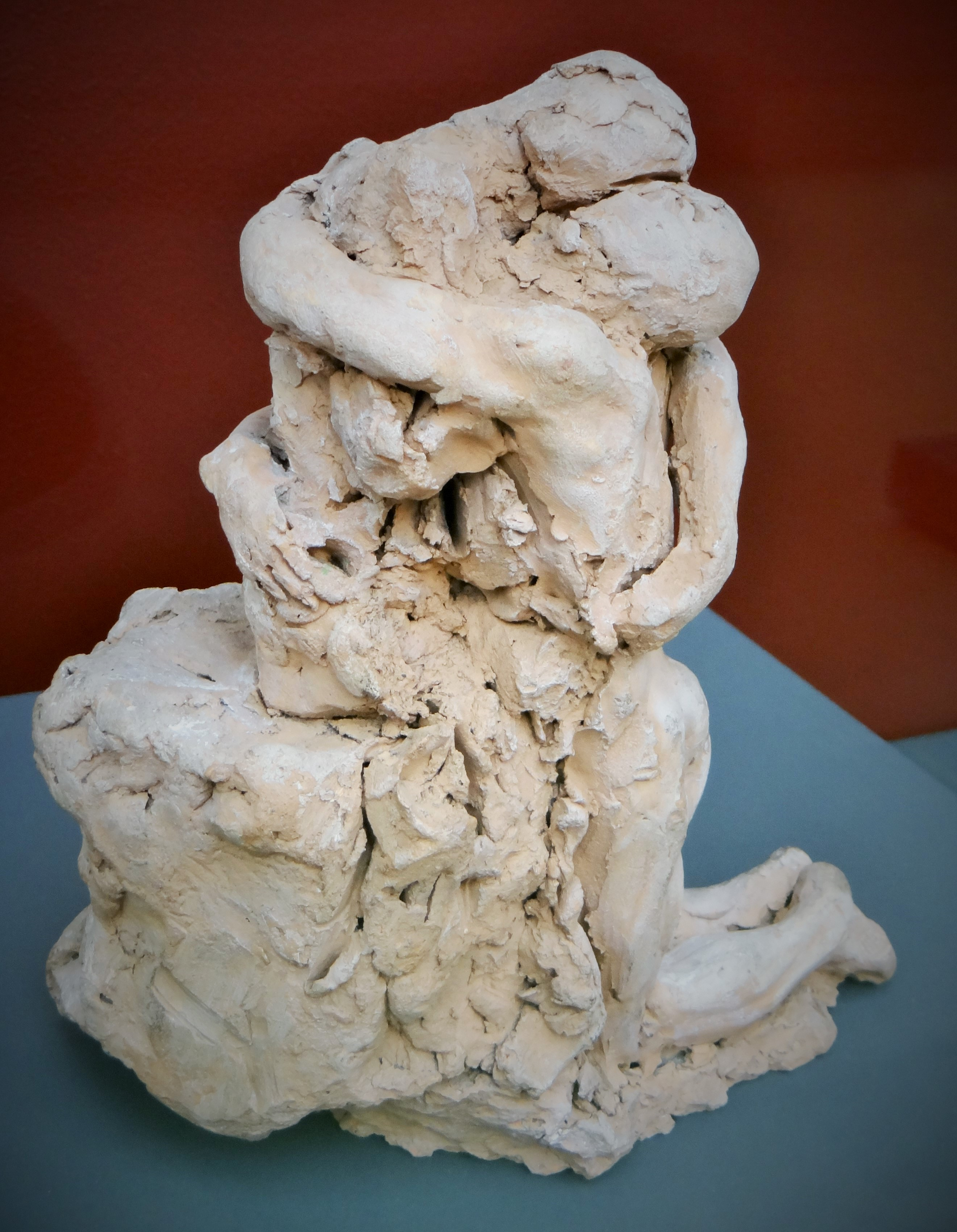
Estudio de terracota, c.1886
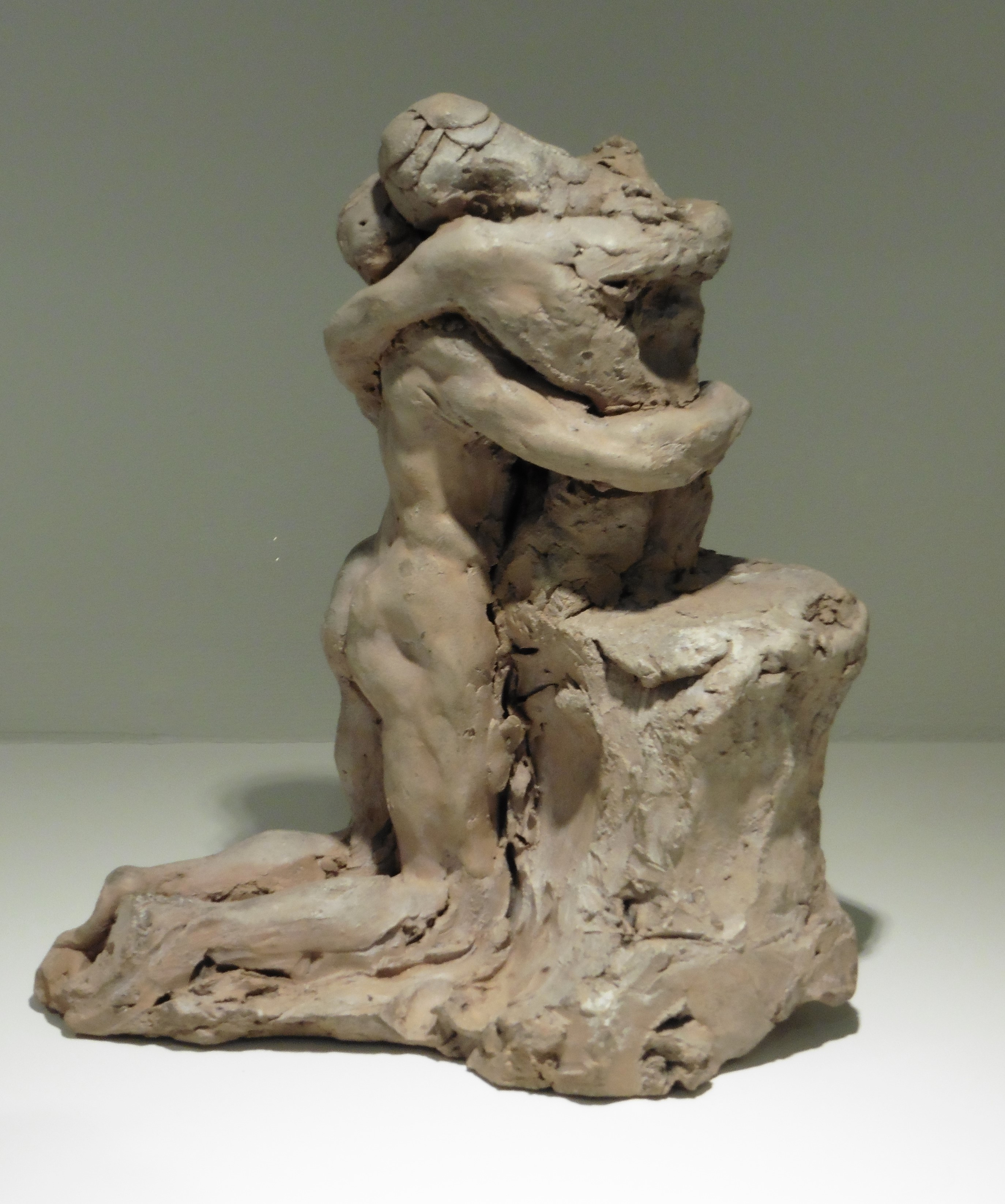
Estudio de terracota, c.1886, expuesto en Roubaix
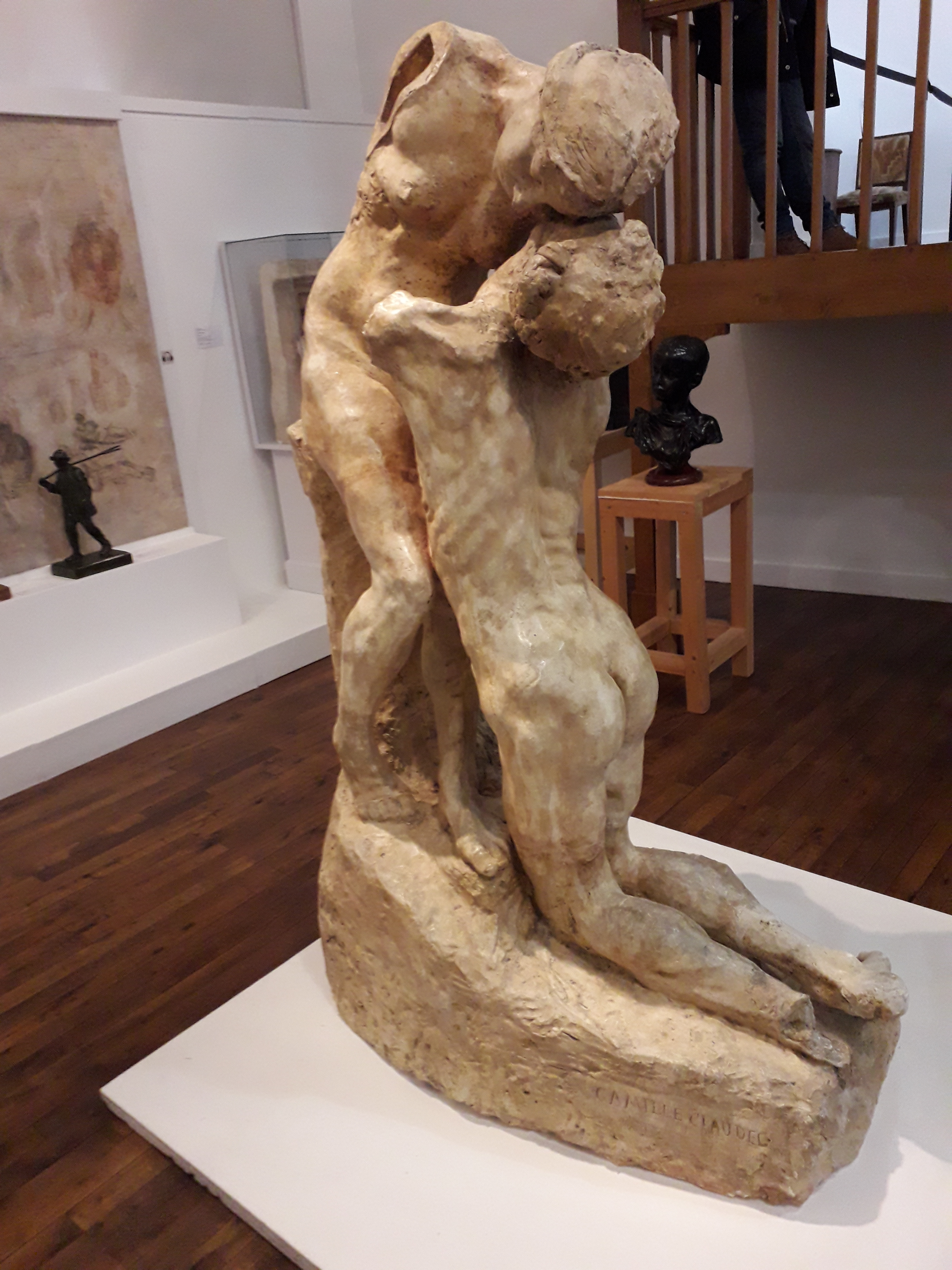
Yeso original, 1888, Museo Bertrand
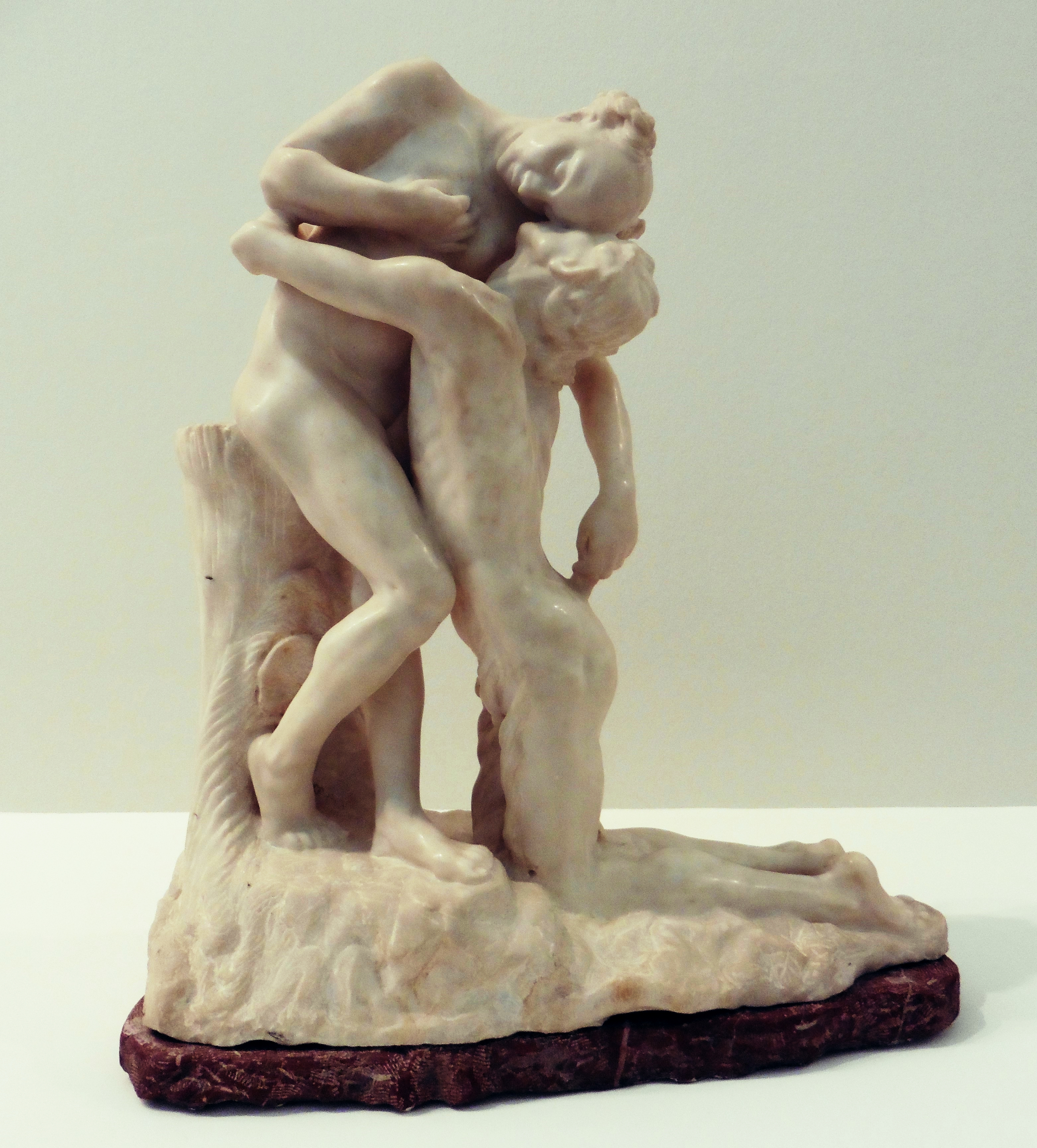
Vertumnus y Pomona, mármol, 1905, Museo Rodin
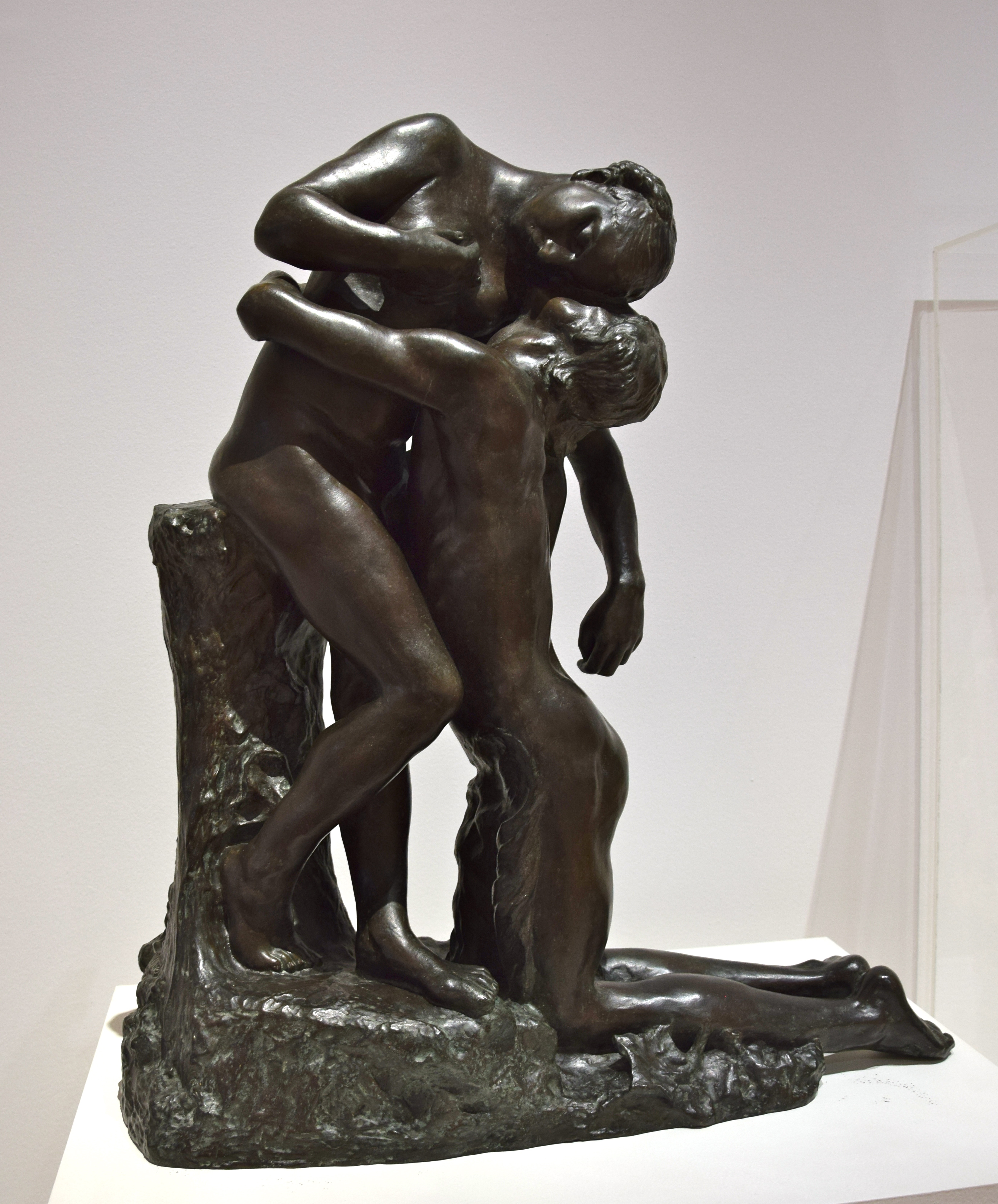
L'Abandon, 1905, Museo de Bellas Artes de Cambrai

Obras de Rodin
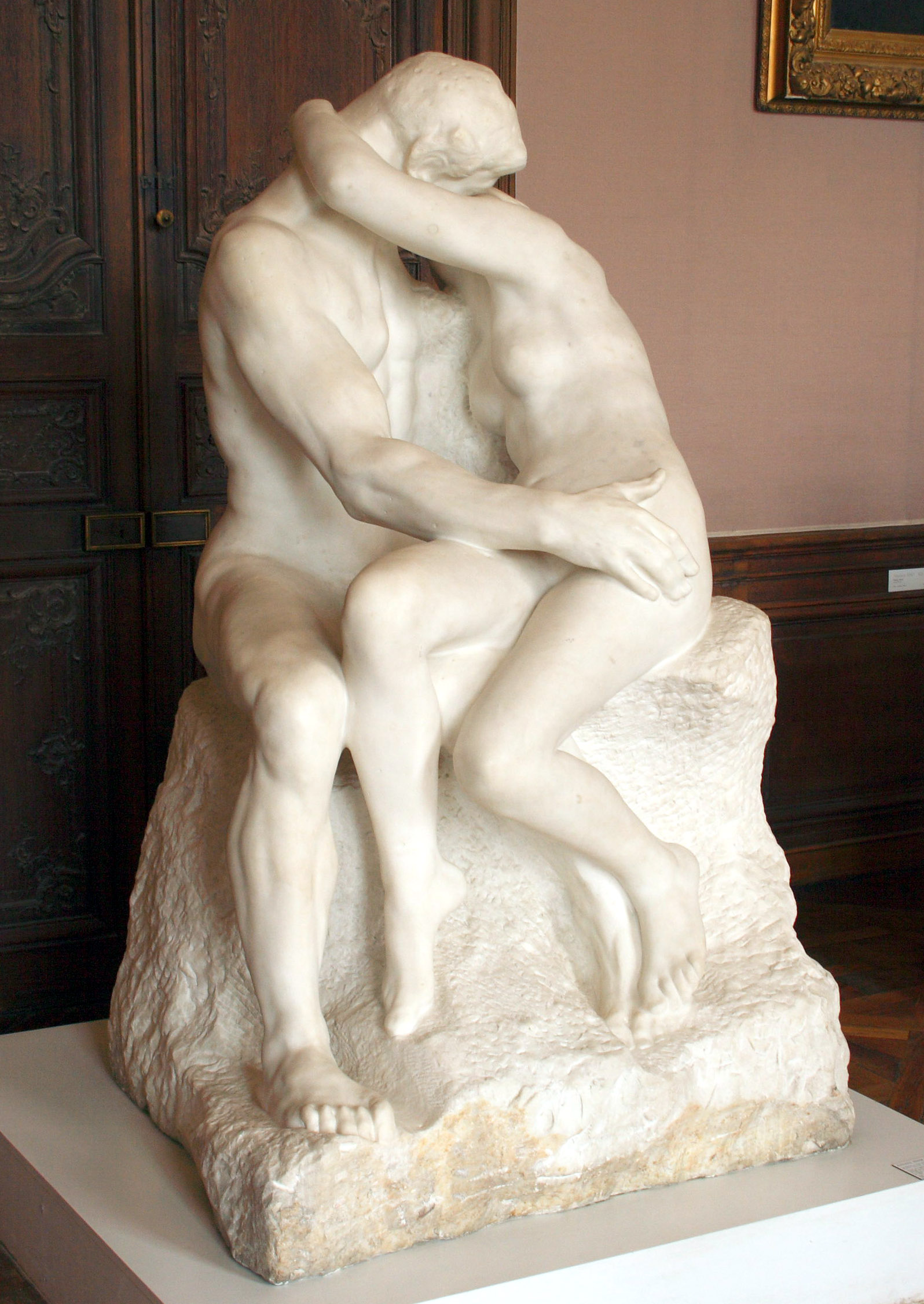
Rodin, El beso, 1882
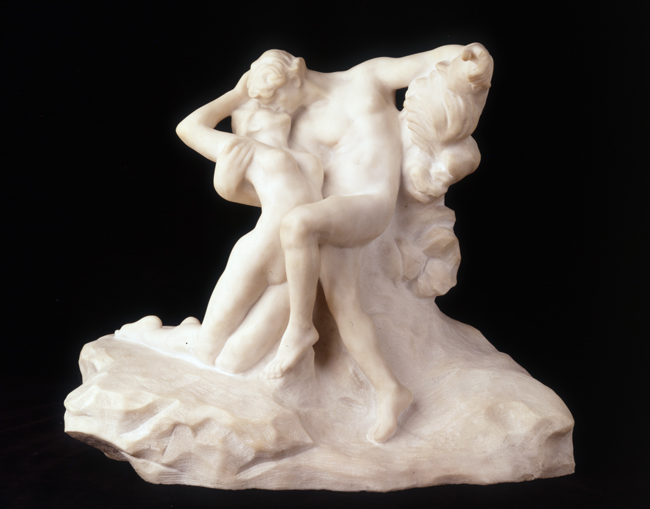
Rodin, La eterna primavera, c. 1884
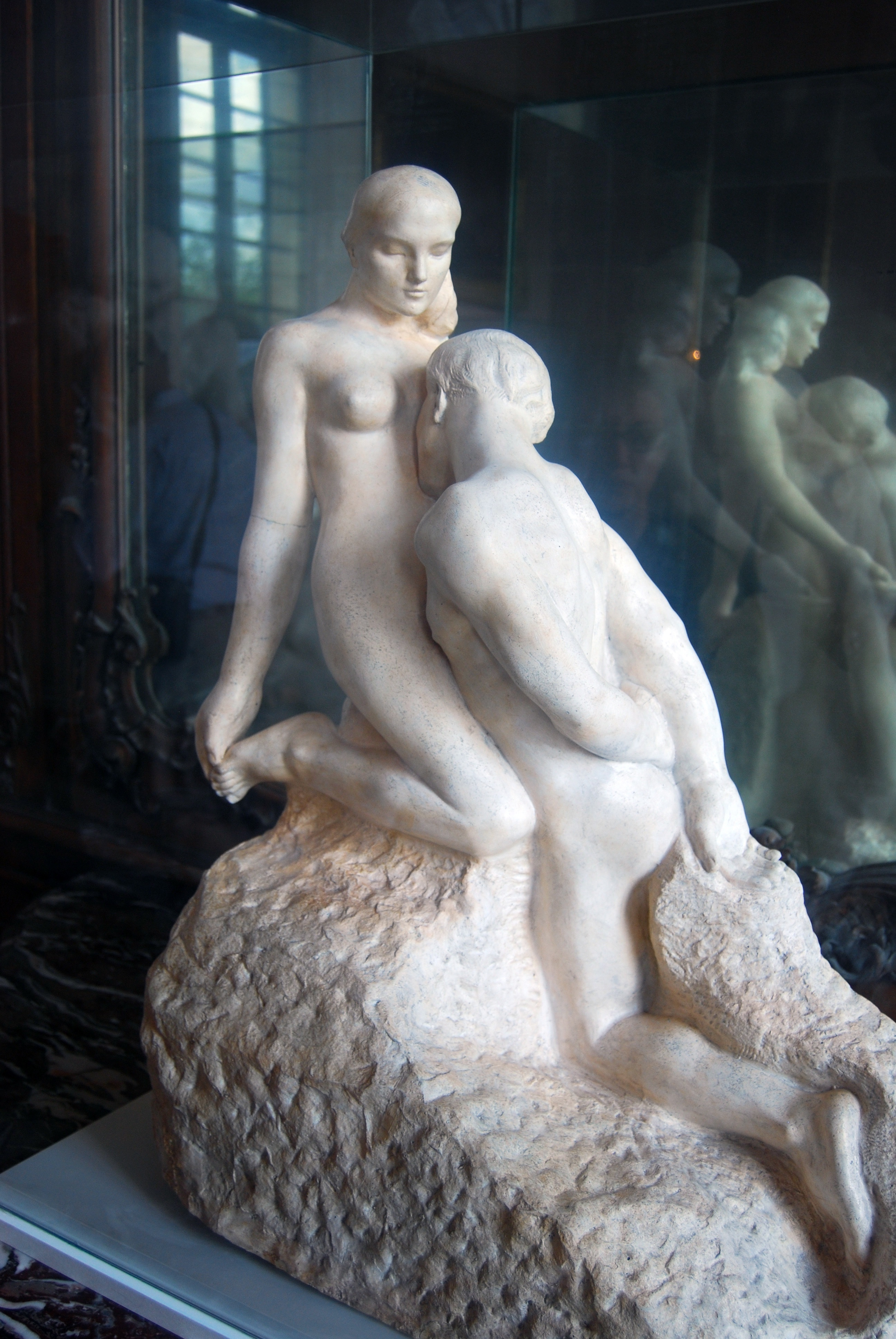
Rodin, L'Eternelle idole, mármol, Museo Rodin, 1890-1893